# Henri Bellery-Desfontaines

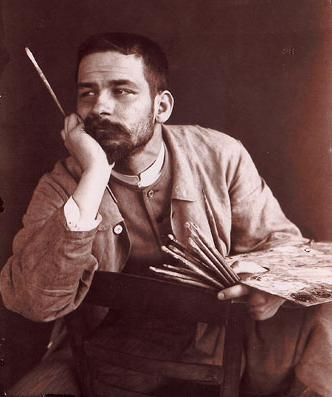
Henri Bellery-Desfontaines, um 1902

Henri Jules Ferdinand Bellery-Desfontaines (* 20. März 1867 in Paris; † 7. Oktober 1909 in Les Petites-Dalles, Normandie) war ein französischer Maler, Illustrator, Graphiker und Designer des Jugendstils (frz. Art nouveau).

## Leben
Henri Bellery-Desfontaines war der Sohn des stellvertretenden Leiters der Sparkassenstiftung Octave Ferdinand Bellery-Desfontaines (1821–1892) und seiner Ehefrau Pauline Julie Hautefeuille (1828–1889).

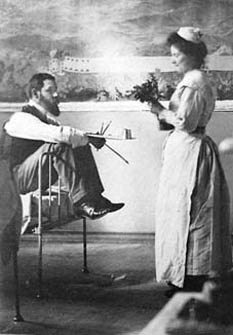
Henri Bellery-Desfontaines, um 1899

Er begann 1882 als Maler in der Werkstatt des Dekorateurs Pierre-Victor Galland (1822–1892), der für die Verwirklichung der Dekormuster des Panthéon verantwortlich war.
Zwischen 1890 und 1895 studierte Bellery-Desfontaines an der renommierten Pariser Kunsthochschule unter Jules Laurens (1825–1901). An der Académie zog der junge Maler durch sein großes zeichnerisches Talent die Aufmerksamkeit seiner Lehrer auf sich, aber auch die Eifersucht einiger Klassenkameraden. Von 1891 bis 1909 beteiligte er sich regelmäßig an Ausstellungen wie dem Salon des Indépendants, dem Salon de Paris und dem Salon d’Automne («Pariser Herbstsalon»). 1900 gewann er die Silbermedaille der Weltausstellung.
Am 24. April 1902 heiratete er in der Kirche Saint-Honoré-Eylau an der Avenue Victor-Hugo in Paris Thérèse Louise Vautrò. Aus der Verbindung gingen zwei Kinder, Paul (* 20. März 1903) und Antoinette (* 16. Juli 1908), hervor.
Henri Bellery-Desfontaines starb im Alter von 42 Jahren an den Folgen einer Typhus-Erkrankung, nachdem er bei seinem Freund und Mäzen Henri Tissier in Saint-Martin-aux-Buneaux zum Austern-Essen eingeladen war.
Die kurz vor seinem Lebensende von Henri Bellery-Desfontaines entworfene Schrift „Le Bellery-Desfontaines“ erschien 1910 posthum bei G. Peignot & Fils.